# Diacodèxids
Els diacodèxids (Diacodexeidae) són una família extinta de mamífers artiodàctils que tingueren una distribució holàrtica durant l'Eocè, fa entre 40,4 i 55,8 milions d'anys. Se n'han trobat restes fòssils a Alemanya, Bèlgica, Espanya (incloent-hi el jaciment paleontològic de la Masia de l'Hereuet, a Àger, i el Montsant), els Estats Units, França, l'Índia, el Kazakhstan, el Kirguizstan, Mèxic, Myanmar, el Pakistan, Portugal i el Regne Unit. Eren artiodàctils menuts (de la mida d'un conill) i de musell curt. Es diferencien d'altres artiodàctils primitius per tot un seguit de particularitats de la topografia dental.